# Robert du Bosc
Robert du Bosc, né à une date inconnue et mort le 15 février 1408 à Mende, était un évêque français. Il fut en effet évêque d'Alet, puis évêque de Couserans et enfin évêque de Mende. L'accession à l'évêché lui avait également conféré le titre de comte de Gévaudan, ce titre étant dévolu aux évêques de Mende, depuis l'acte de paréage signé en 1307 par le roi et Guillaume VI Durand.

## Biographie
Il est sans doute originaire du diocèse de Clermont. C'est en tout cas dans ce diocèse qu'on le retrouve dans les années 1370, puisqu'il est moine profès de La Chaise-Dieu. En 1386, il est moine de Sainte-Marie dans le diocèse de Bourges. C'est cette année-là qu'il devient évêque d'Alet.
En juillet 1389, il se fait représenter au concile provincial de Saint-Thibéry par Jacques de Bar, grand prieur, vicaire de l'église d'Alet.
Le 17 mai 1390, il est transféré à l'évêché de Couserans à Saint-Lizier. Mais il n'y reste que très peu de temps, le pape opérant plusieurs changements en octobre 1390. C'est ainsi que le 13 novembre 1390, il devient évêque de Mende, et par conséquent comte de Gévaudan. Il ne fait cependant son entrée dans la ville que 12 mai 1392.
Il meurt le 15 février 1408, et est enterré devant l'autel de la chapelle Saint-Privat, en la cathédrale de Mende.